# میرزا قدیم ایروانی
میرزا قدیم ایروانی (ترکی آذربایجانی: Mirzə Qədim İrəvani) نقاش آذربایجانی می‌باشد، که در قرن ۱۸ در شهر ایروان خانات ایروان زندگی کرده‌است.

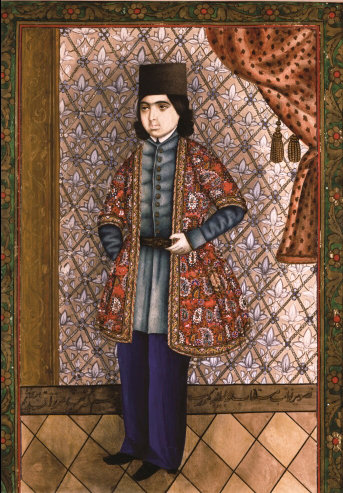
«تک‌چهرهٔ مرد جوان» اواسط قرن ۱۹. باکو، جمهوری آذربایجان، موزه ملی هنر جمهوری آذربایجان به نام «رستم مصطفی‌اف»

## زندگی‌نامه
میرزا قدیم ایروانی در سال ۱۸۲۵ در شهر ایروان خانات ایروان چشم به دنیا گشود. پدر وی استاد منبت‌کاری ماهری بود. میرزا قدیم پس از آنکه دوره راهنماییش را در ایراوان پشت سر گذاشت، وارد مدرسه «اصول جدید» شد.
پس از فارغ‌التحصیل شدن در این مدرسه، راه تفلیس را در پیش گرفته و آنجا در دانش سرایی به ادامه تحصیل پرداخت. وی در سال‌های ۱۸۴۰ به ایروان بازگشته و تا آخر عمرش در کنار فعالیت‌های هنری به‌عنوان تلگرافچی نیز مشغول کار شد. آثار میرزا قدیم ایروانی عبور از روش سنتی مشروطی به هنر واقع‌گرایانه تلقی می‌شود.
وی در سال ۱۸۷۵ دار فانی را وداع گفت.

## خلاقیت

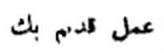
امضایمیرزا قدیم ایروانی روی پرتره تزارویچ اسکندر و همسرش.

### هنر روش تزئینی
در بدو فعالیت هنری اش، وی بیشتر روی روش تزئینی متمرکز شده و تابلوها و نقش‌هایی برای دوخت‌های هنری می‌آفرید. وی در طول این دوره، دیگر ترکیب‌های آمیخته‌ای از تنوع‌های گل و شکوفه‌های مختلفی همچون رز و سوسن ایجاد و همچنین تصویرهای زنده و واقعی پرندگان را تجسم می‌نمود. همان آثار که، متمایز از رنگ‌کاری مینیاتوری سنتی می‌باشند، جلوه دهنده آشنایی هر چه نزدیکتر میرزا قدیم ایروانی با نگارگری اروپایی هستند. وی در ابتدای فعالیتش در کنار خلاقیت‌های یاد شده، چندین پرتره روی کاغذ، شیشه و آینه نیز پدیدآورده است.
خلاقیت میرزا قدیم ایروانی موید وجود شکل‌های سه‌پایه نقاشی در هنر آذربایجانی است. وی در طول آفرینش خویش به پرتره‌نگاری زن نیز پرداخته‌است، که دو تا از آنها «زن نشسته» و «زن جوان» نام دارند که با الهام از شخصیت زن توصیف شده در فولکلور آذربایجانی و اشعار ملاپناه واقف، با بهره‌مندی از ظرافت‌های حرفه نقاشی و هنرنمایی هر چه تمام تر خلق گردیده‌اند.
این دو اثر که، در اواسط قرن ۱۹ میلادی نگارگری شده‌اند، بیشتر سنت‌های مینیاتوری قرون وسطایی را از خود نشان می‌دهند. امروزه هر دو نقش در موزه ملی هنر جمهوری آذربایجان در معرض نمایش گذاشته شده‌اند.
برخی از نقاشی‌های میرزا قدیم ایروانی در «کاخ سردار» واقع در ایروان موجود بود، که سه پرتره به اسامی «فتح‌علی شاه»، «عباس میرزا»، «ماه تلت خانم»، «وجیه‌الله میرزا» را دربرمی‌گرفت. افزون بر اینها، پرتره ای موسوم به «سرباز گمنام» نیز در داخل کاخ وجود داشت؛ ولی در نتیجهٔ تخریب کاخ مزبور در سال ۱۹۱۴م. تمام این پرتره‌ها جز پرتره‌های «فتح‌علی شاه» و «عباس میرزا» که از دیوارها برداشته و به شهر تفلیس منتقل شدند، از بین رفتند. فقط نسخه‌هایی از این پرتره‌ها به جا مانده‌است.
می‌توان از بقیهٔ نقاشی‌های ایروانی از «زن رقاص»، «درویش»، «پهلوان»، «سرباز سواره» نیز اسم برد.

### هنرهای تجسمی
در اواخر قرن ۱۹ میلادی، هنرهای تجسمی آذربایجانی تحت تأثیر تفکرات دمکراتیک، اندیشه‌های فلسفی مترقی، هنجارهای جدید زیبایی و ابدیات نوین در محیطی که، روشنفکران وقت آذربایجانی مانند میرزا فتحعلی آخوندزاده، حسن بیگ زردابی، سید عظیم شیروانی و غیره… فعال بودند، به پیشرفت خود استمرار می‌داد.
در این وهله، مشخصاتی که، جهت‌های اصلی توسعه هنرهای تجسمی آذربایجانی را در میان می‌گذاشتند، شامل عبور تدریجی از سبک تزئینی مشروطی مختص قرون وسطی به روش نقاشی واقع گرایانه و غنی‌سازی شکل‌های هنری و ایجاد انواع جدید بود. این غنی سازی‌ها را می‌توان در آثار مصوران منسوب به این دوره زمانی چون «م. نواب»، خورشیدبانو ناتوان، «اوستا قنبر قره‌باغی» و غیره… دید.

## نگارخانه

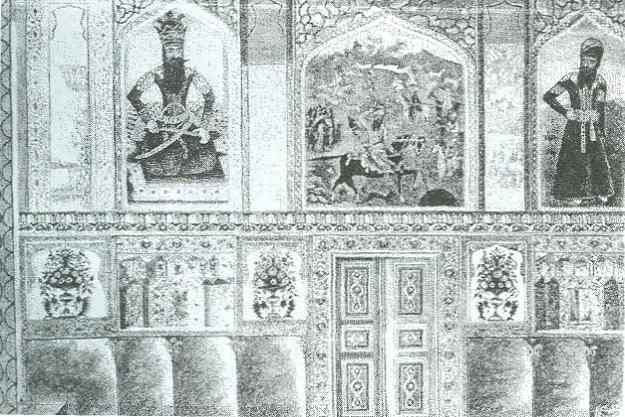
پرترهٔ میرزا قدیم ایروانی در موزه کاخ سردار واقع در شهر ایروان
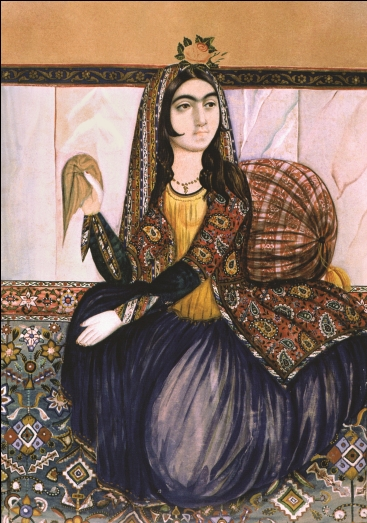
پرترهٔ «زن نشسته»، موزه ملی هنر جمهوری آذربایجان